# Vlado Stenzel
Vlado Stenzel (Vlado Štencl) (Zagreb, 23. srpnja 1934.), hrvatski rukometni trener.
Sa reprezentacijom Jugoslavije osvojio je naslov olimpijskog pobjednika 1972. god na Igrama u Munchenu.
Ostvario je također velike uspjehe u Njemačkoj, gdje uživa veliki ugled. 1978. godine osvojio je s zapadnonjemačkom rukometnom reprezentacijom Svjetsko prvenstvo.

## Priznanja
Igrač
Prvomajska Zagreb
- Jugoslavensko Prvenstvo (2): 1953., 1954.
- Prvenstvo SR Hrvatske (2): 1954., 1955.

Trener
Medveščak Zagreb
- Prva savezna Liga (2): 1963.-64., 1965.-66.ž
- EHF Liga prvaka finalist (1): 1965.

TSV Milbertshofen
- DHB-Pokal (1): 1990

SV Anhalt Bernburg
- Treća Regionalna Liga (zapad) (1): 2000-01

Trenutno živi u mjestu Todorovići kraj Skradina, gdje aktivno provodi umrovljeničke dane sa svojom suprugom Dijanom. Gosp. Stenzel aktivno pomaže i klubovima u svojoj okolici posebice u radu RK Adriatic Šibenik, gdje rukometno znanje preonosi na trenera Ivan Nakić-a. Osim toga redovno djeluje kao savjetnik i prijateljski pomaže mnogim trenerima prenoseći svoje znanje i bogato iskustvo.
Pomaže rad Rukometnog kluba Vodice, djeluje kao savjetnik raznim trenerima i izbornicima reprezentacija.

## Vanjske poveznice
- DW World
- https://sibenski.slobodnadalmacija.hr/sibenik/sport/ostalo/zvuci-poput-prvotravanjske-sale-ali-istina-je-olimpijski-pobjednik-i-svjetski-prvak-uci-sibenske-rukometase-foto-510618